# قلعه علی احمد دماب
قلعه علی احمد دماب مربوط به دوره قاجار است و در شهرستان نجف‌آباد، بخش مهردشت، روستای دماب واقع شده و این اثر در تاریخ ۲۴ اسفند ۱۳۸۳ با شمارهٔ ثبت ۱۱۵۹۱ به‌عنوان یکی از آثار ملی ایران به ثبت رسیده است.